# Adam Hicks

Adam Paul Neilson Hicks (Las Vegas, Nevada, 1992. november 28. –) amerikai színész, rapper, szövegíró és énekes.
Legismertebb alakítása Luther Waffles 2009 és 2012 között futott Zeke és Luther című sorozatban. A Limonádé című filmben is szerepelt.

## Pályafutása
2009-ben megkapta Luther szerepét a Zeke és Luther című sorozatban. 2011-ben szerepelt a Limonádé című filmben.
Boz királyként szerepelt a Király páros című filmben. Jason Zimmert alakította A szomszéd fiú című erotikus thrillerben.
Hicks előadta MC Hammer U Canʼt Touch This című daláz Daniel Curtis Lee-vel közösen. A dal videoklipjét 2009. június 29-én mutatták be a Disney XD-n.
Hicks énekelte a Szuperdokik című sorozat főcímdalát.

## Magánélete
2018. január 25-én Hickset és a barátnőjét Danni Tamburrot, a kaliforniai Burbankban fegyveres rablás gyanújával letartóztatták. 2019. július 10-én nem vallotta magát bűnösnek.

## Filmográfia

### Film
| Év   | Magyar cím                                      | Eredeti cím              | Szerep                | Magyar hang   |
| ---- | ----------------------------------------------- | ------------------------ | --------------------- | ------------- |
| 2018 |                                                 | Shifting Gears           | Jeremy Williamson     |               |
| 2017 |                                                 | Windsor                  | Clint                 |               |
| 2016 |                                                 | Little Savages           | Billy                 |               |
| 2015 | A szomszéd fiú                                  | The Boy Next Door        | Jason Zimmer          | Novkov Máté   |
| 2015 |                                                 | Up on the Wooftop        | Toby (hang)           |               |
| 2015 | Limonádé                                        | Lemonade Mouth           | Wendell "Wen" Gifford | Baráth István |
| 2008 | Démontanya – Avagy ki engedte ki a szellemeket? | Mostly Ghostly           | Colin Doyle           | Baráth István |
| 2006 | A skacok meg a kukacok                          | How to Eat Fried Worms   | Joseph "Joe" Guire    |               |
| 2006 | Összekutyulva                                   | The Shaggy Dog           | Quarterback (hang)    |               |
| 2005 |                                                 | The 12 Dogs of Christmas | Mike Stevens          |               |
| 2005 | Apa-csata                                       | Down and Derby           | Brady Davis           | Baráth István |
| 2002 |                                                 | The Funkhousers          | Robbie Funkhouser     |               |

### Televízió
| Év        | Magyar cím             | Eredeti cím                    | Szerep             | Megjegyzések                                            |
| --------- | ---------------------- | ------------------------------ | ------------------ | ------------------------------------------------------- |
| 2016–2017 |                        | Freakish                       | Diesel Turner      | főszereplő                                              |
| 2015      |                        | Texas Rising                   | Truett Fincham     | főszereplő                                              |
| 2013      | CSI: A helyszínelők    | CSI: Crime Scene Investigation | Tyler              | 1 epizód: Tehetetlenség                                 |
| 2012      |                        | Southland                      | Mike               | 1 epizód: Legacy                                        |
| 2012–2013 | Király páros           | Pair of Kings                  | Boz király         | főszereplő magyar hangja Markovics Tamás                |
| 2011      |                        | So Random                      | önmaga             | 1 epizód: Bridgit Mendler, Adam Hicks and Hayley Kiyoko |
| 2011      |                        | PrankStars                     | önmaga             | 1 epizód: Game Showed Up                                |
| 2011      |                        | Peter Punk                     | Luther Waffles     | 1 epizód: El Duelo                                      |
| 2010      | Jonasék Los Angelesben | Jonas L.A                      | Dennis "DZ" Zimmer | mellékszereplő magyar hangja Kováts Dániel              |
| 2009–2012 | Zeke és Luther         | Zeke & Luther                  | Luther Waffles     | főszereplő magyar hangja Kováts Dániel                  |
| 2002      |                        | That Was Then                  | Joshua Harrison    | 1 epizód: Pilot                                         |
| 2000–2002 |                        | Titus                          | Dave Titus         | mellékszereplő                                          |